# Maria de Lourdes Monaco Janotti
Maria de Lourdes Monaco Janotti (São Paulo, SP, 11 de fevereiro de 1938) é uma historiadora brasileira, professora livre-docente e a 55ª professora Emérita da Faculdade de Filosofia Letras e Ciências Humanas (FFLCH) da Universidade de São Paulo (USP). Suas pesquisas estão concentradas no período do Brasil República, História Política, historiografia, teoria e ensino de História. Em 1990, recebeu o Prêmio de Museologia Paulo Duarte, concedido pelo Museu Lasar Segall.

## Biografia
Em 1956, a historiadora Maria de Lourdes Monaco Janotti ingressou no curso de História do Departamento de História da FFLCH da USP, concluindo em 1959. Entre 1960 e 1969, cursou as especializações de História Bizantina e Metodologia e Teoria da História na mesma universidade. Ingressou no doutorado do mesmo departamento, em 1968, defendendo o título de Doutora em 1970. Em 1984, apresentou sua tese de Livre-Docência intitulada Os subversivos da República à FFLCH.
Na década de 1970, já integrava o Departamento de História da USP, mas também trabalhou na pós-graduação em História da Pontifícia Universidade Católica de São Paulo (PUC-SP) nos três primeiros anos das décadas de 1960 e 1990. A professora Janotti passou por outras instituições importantes, como o Ministério da Educação (MEC), Secretaria de Cultura e Secretaria de Educação do Estado de São Paulo, Fundação de Amparo à Pesquisa do Estado de São Paulo (FAPESP) e Colégio de Aplicação da USP, onde prestou serviços como assesora, professora e diretora, a exemplo de seu trabalho no Museu da Casa Brasileira, no Jardim Paulistano, São Paulo.
A professora Maria de Lourdes Monaco Janotti teve uma atuação importante na consolidação de instituições que visam o fortalecimento da área de História e seus profissionais, como a Associação Nacional de História (ANPUH), especialmente no GT de História Política e no Conselho Consultivo do órgão da categoria. Entre 2000 e 2002, atuou como vice-presente da Associação Brasileira de História Oral (ABHO), assim como do Conselho Científico e Comitê Editorial da Revista História Oral do mesmo órgão.
A professora Janotti encontra-se aposentada. Formou diversos professores, a exemplo dos vinte e um mestres e vinte e um doutores pela USP e PUC-SP.

## Atuação em periódicos
- Revista de História, São Paulo, USP, 1981-1984.
- Anais do Museu Paulista, São Paulo, desde 1990.
- Boletim de Pesquisa do Programa de Estudos Pós-Graduados em História, São Paulo, PUC-SP, 1991-1993.
- Revista Projeto História, São Paulo, PUC-SP, 1991-1993.
- Revista Brasileira de História Oral, 1996-2010.
- Revista Brasileira de História, São Paulo, ANPUH, 1994-2003.
- Saeculum, Paraíba, UFPB, desde 2001.

## Obras

### Livros
- João Francisco Lisboa: Jornalista e Historiador, São Paulo, Ática, 1977.
- Os Subversivos da Republica, São Paulo, Brasiliense, 1986.
- A Balaiada, São Paulo, Brasiliense, 1991.
- O Coronelismo. Uma Politica de Compromissos, 8. ed., São Paulo, Brasiliense, 1992.
- A Primeira Grande Guerra: confronto de imperialismos, 4. ed., São Paulo, Atual, 1997.
- Sociedade e política na Primeira República, São Paulo, Atual, 1999.
- A História na Política, a Política na História, São Paulo, Alameda, 2006.
- Espaços da negociação e do confronto na política, Porto Alegre, Nova Prova, 2007. (em coautoria com Marcia Barbosa Mansor D'Alessio).
- Democracia e autoritarismo, Vinhedo, Editora Horizonte, 2015. (em coautoria com José Miguel Arias Neto).

### Artigos
- Colégio de Aplicação da Universidade de São Paulo (1955-1970), RIDPHER REVISTA IBEROAMERICANA DO PATRIMÔNIO HISTÓRICO-EDUCATIVO, 2021.
- A incorporação do testemunho oral na escrita historiográfica: empecilhos e debates, História Oral, Rio de Janeiro, 2010.
- História, acontecimento e narrativa: confrontações teóricas, CLIO. Série História do Nordeste, Recife, 2006.
- Balaiada: construção da memória histórica, Revista História, São Paulo, 2005.
- Problemas metodológicos: depoimentos e repressão, Caderno CERU, São Paulo, 2001.
- Barbárie, Ensino e Historiografia, Saeculum, João Pessoa, 2001.
- O diálogo convergente: políticos e historiadores no início da República, Luso Brazilian Review, Wisconsin-Madison, 1999.
- O imaginário sobre Getúlio Vargas, História Oral, São Paulo, 1998.
- La Producción Historiográfica Académica En El Brasil, Boletín del Instituto de Historia Argentina y Americana Dr. Emilio Ravignani, Buenos Aires, 1997.
- Três Mulheres da Elite Maranhense, Revista Brasileira de História, 1996.
- A Esfera do Político na Produção dos Programas de Pós-Graduação (1985-1994), Estudos Históricos, Rio de Janeiro, 1996.
- Transmissão da Memória Sobre a Escravidão, Revista História, São Paulo, 1995.
- Produção Acadêmica da Pós-Graduação em História da PUC/SP, Projeto História, Rio de Janeiro, 1993.
- Memory of Slavery in Black Families of São Paulo, International Yearbook of Oral History and Life Stories, 1993.
- História Oral: Uma Utopia?, Revista Brasileira de História, 1993.
- Movimentos Sociais no Período Regencial: A Balaiada, Cadernos de Pesquisa, Assis, 1992.
- The Monarchist Response to the Beginnings of the Brazilian Republic, The Americas, 1991.
- Memória da Escravidão em Famílias Negras de São Paulo, Revista do Instituto de Estudos Brasileiros, 1988.
- A Falsa Dialética: Justiniano José da Rocha, Revista Brasileira de História, 1982.
- A Impossível Coerência. Um Liberal do Século XIX: João Francisco Lisboa, Anais do Museu Paulista, São Paulo, 1981.
- Alguns Problemas do Curso de Pós-Graduação em História na Universidade de São Paulo, Revista de História, 1977.